# Kandyse McClure

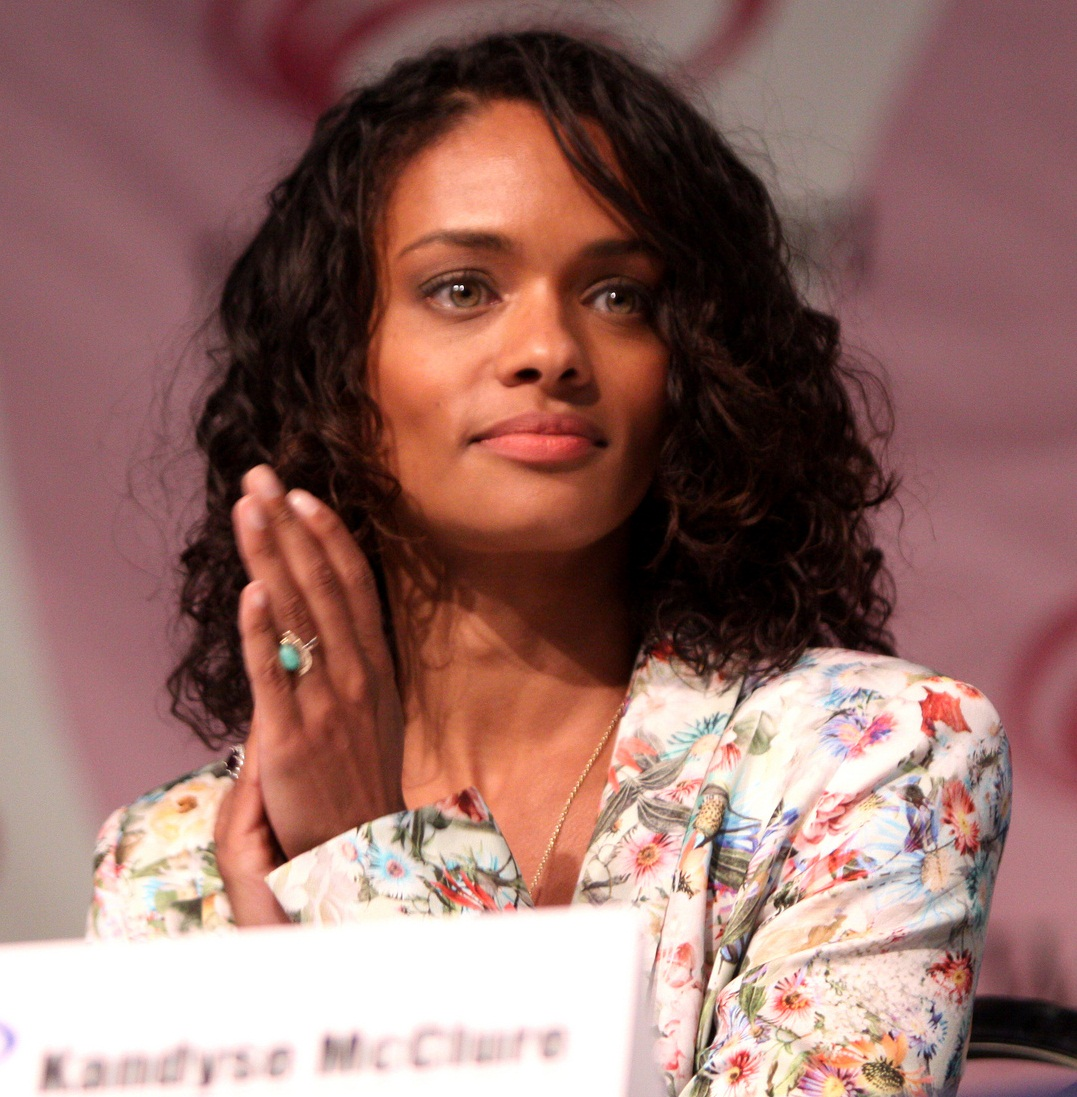
Kandyse McClure (Wondercon 2013)

Kandyse McClure (ur. jako Candice McClure 22 marca 1980 w Durbanie) – kanadyjska aktorka pochodząca z RPA, która wystąpiła m.in. w filmach Battlestar Galactica, Dzieci kukurydzy czy serialu Persons Unknown.

## Filmografia
- 2000: Romeo musi umrzeć jako sklepikarka
- 2000: Szkoła przetrwania jako Katherine Cabot
- 2002: Carrie jako Sue Snell
- 2004-09: Battlestar Galactica jako Dualla
- 2006: Córka Mikołaja jako Donna Campbell
- 2009: Dzieci kukurydzy jako Vicky
- 2010: Mother’s Day jako Gina Jackson
- 2010: Persons Unknown jako Erika Taylor
- 2012: Aladyn i Lampa śmierci jako Shifa
- 2013: Hemlock Grove jako dr Clementine Chasseur (sezon 1)
- 2014: Siódmy syn jako Sarikin
- 2015: Careful What You Wish For jako Angie Alvarez
- 2017: Moving Parts jako Evelyn
- 2017-18: Ghost Wars jako Landis
- 2018: Sew the Winter to My Skin jako Golden Eyes
- 2018: V-Wars jako Claire O’Hagan
- 2020: Miłość gwarantowana jako Arianna